# 布莱恩·特菲尔

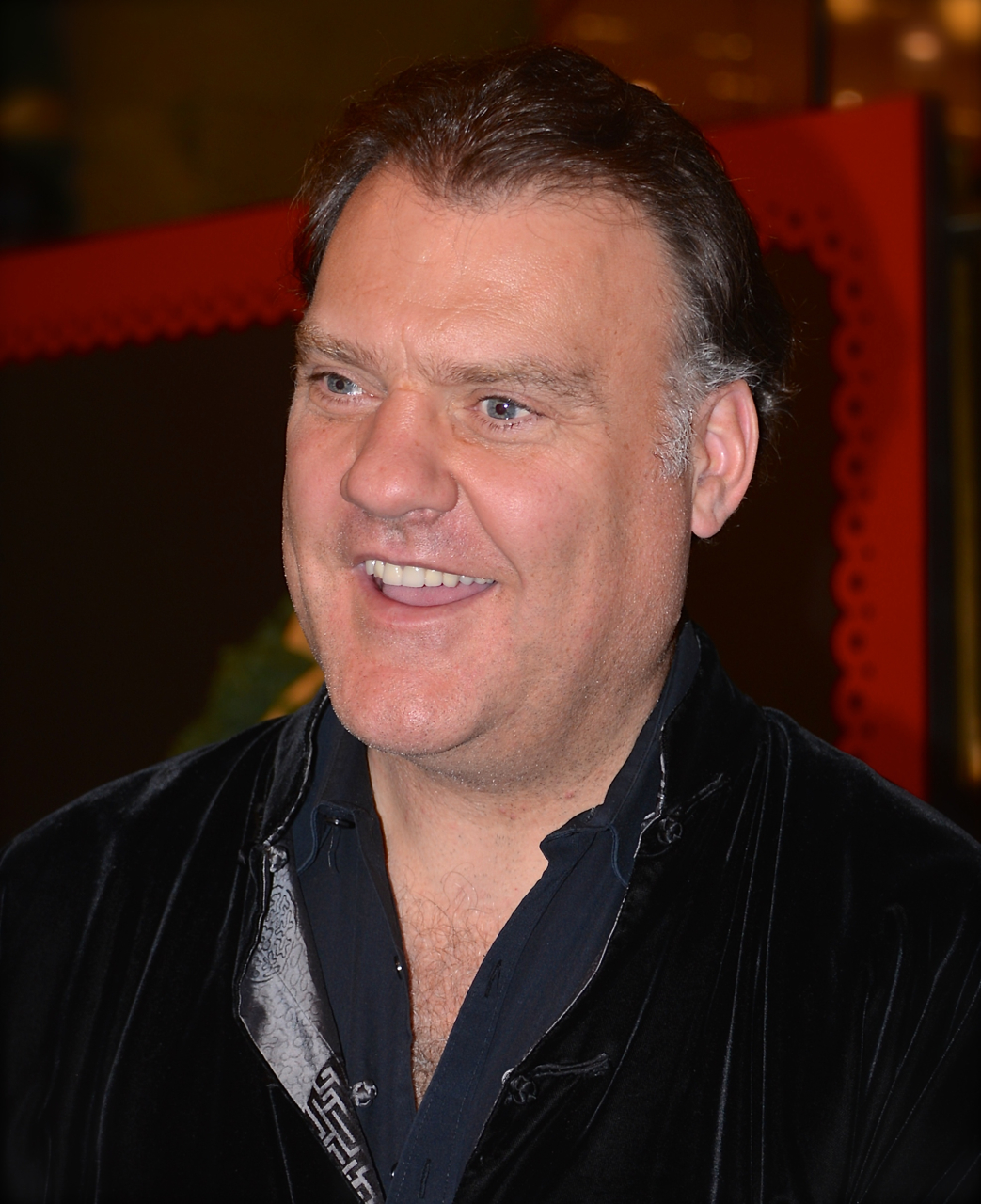
2013年的布莱恩·特菲尔

布莱恩·特菲尔·瓊斯爵士，CBE（英語：Sir Bryn Terfel Jones，1965年11月9日—），英国威爾士著名男中音唱家，在主唱歌劇和音樂會方面，皆受好評，尤其是他精采的舞台表演和歌唱技巧。現時一般人都會將特菲尔和莫札特的角色聯繫起來，縱使他已經開始嘗試各類新角色，包括華格納筆下的角色。